# نمایشگاه بین‌المللی توکیو

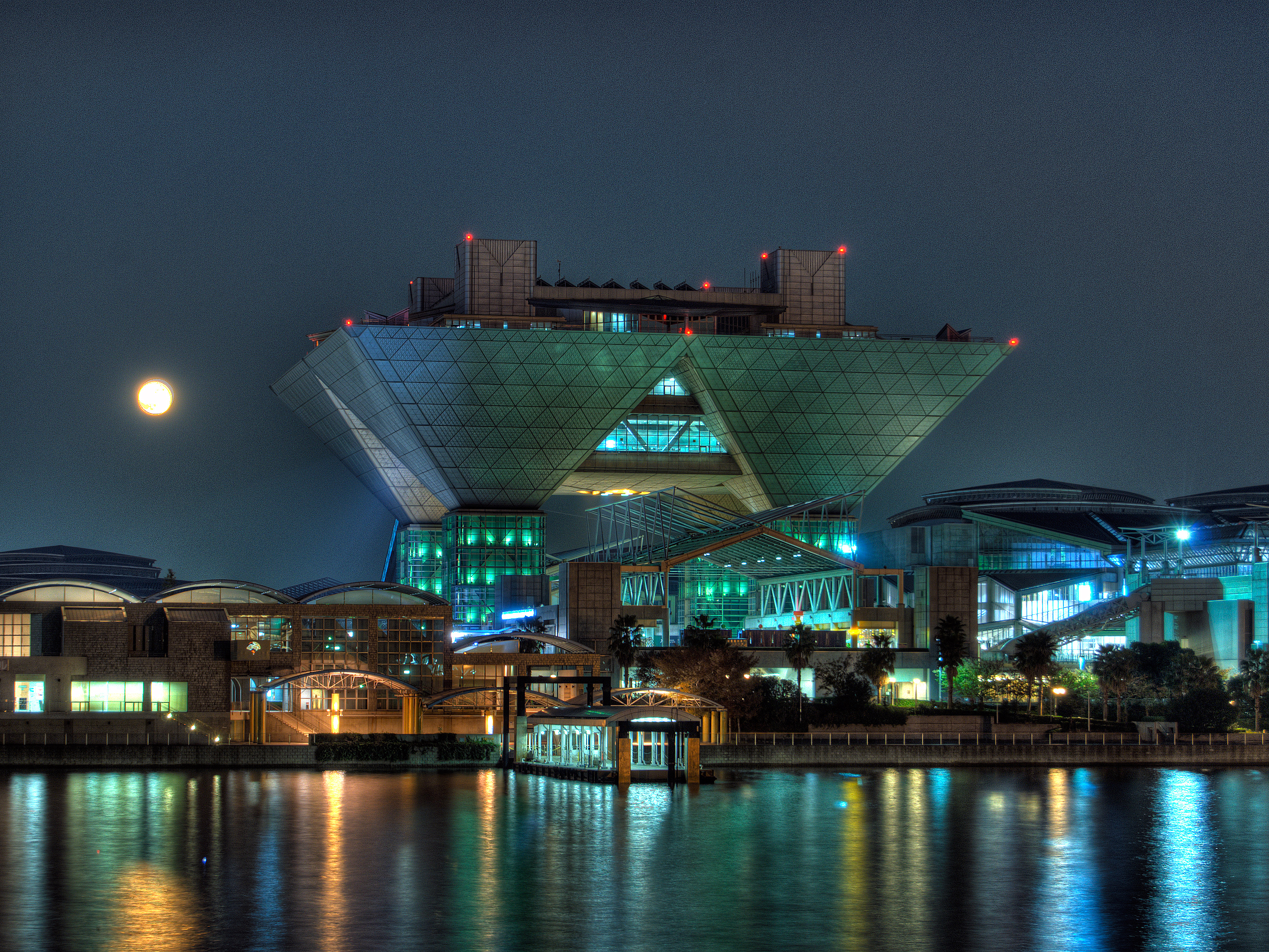
نمایشگاه بین‌المللی توکیو.

نمایشگاه بین‌المللی توکیو (به ژاپنی: 東京国際展示場  Tōkyō Kokusai Tenjijō) یا توکیو بیگ سایتو (به ژاپنی: 東京ビッグサイト, Tōkyō Biggu Saito) در سال ۱۹۹۶ میلادی افتتاح شده و در اودایبا قرار دارد. 

## رسیدن به نمایشگاه
- خط یوریکامومه، ایستگاه کوکوسای تنجیجو سیمون (国際展示場正門駅) از ایستگاه تا نمایشگاه سه دقیقه پیاده راه است.

## نگارخانه

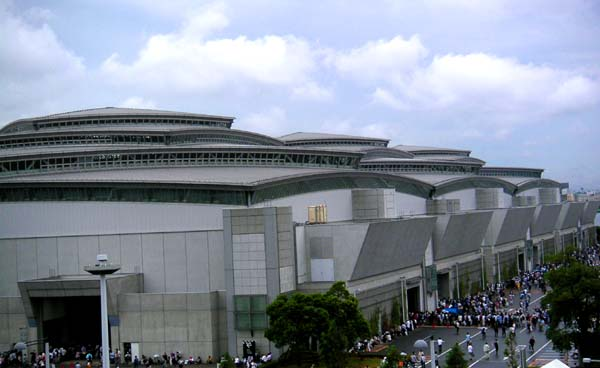
قسمت شرق نمایشگاه
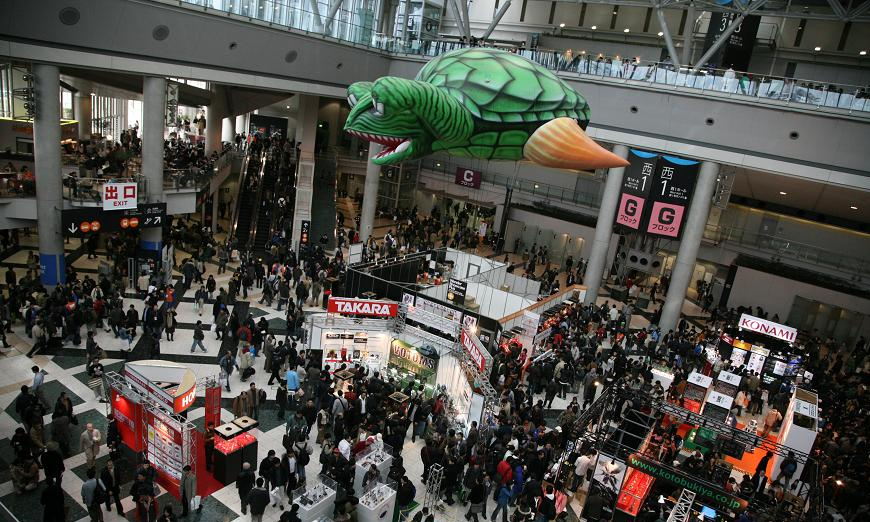
سالن غربی نمایشگاه